# Bernd Wegner
Bernd Wegner (1949) es un historiador alemán especializado en historia militar y en la historia del nazismo. Desde 1997 es profesor de historia moderna en la Universidad Helmut-Schmidt de Hamburgo (Alemania).
Wegner es colaborador del trabajo seminal Alemania y la Segunda Guerra Mundial de la Oficina de Investigación de Historia Militar (MGFA). Su libro sobre las Waffen-SS, publicado en inglés como The Waffen-SS: Organization, Ideology and Function por la editorial Blackwell Publishing, se ha publicado en Alemania en nueve ediciones (la última de ellas en 2010) y se considera la obra estándar sobre la historia de las Waffen-SS; centrándose principalmente en los años anteriores a la guerra

## Biografía

### Infancia y educación
Después de realizar el servicio militar en la Bundeswehr, Wegner estudió historia, filosofía y ciencias políticas en las universidades de Tubinga, Viena y Hamburgo. Obtuvo su doctorado en 1980 en la Universidad de Hamburgo, completando su tesis bajo la dirección del historiador Klaus-Jürgen Müller en el Departamento de Historia. Después trabajó durante más de 15 años en la Oficina de Investigación de Historia Militar (MGFA) en Friburgo (Alemania). Desde 1997, es profesor de Historia Moderna de Europa Occidental en la Universidad Helmut-Schmidt de la Bundeswehr (Fuerzas Armadas Alemanas) en Hamburgo. Entre sus alumnos se encuentran futuros historiadores militares como Agilolf Kesselring, Thorsten Loch, Rudolf J. Schlaffer, Oliver von Wrochem y John Zimmermann.

### Historiador de la Alemania nazi
Wegner es un autor y editor ampliamente publicado sobre temas de historia militar de la Alemania nazi y la historia del nazismo. De 2000 a 2005, fue presidente del Comité Alemán para la Historia de la Segunda Guerra Mundial. Es coeditor de la serie de libros War in History publicada por Verlag Ferdinand Schöningh en Alemania. También es uno de los autores de la obra seminal Alemania y la Segunda Guerra Mundial de la Oficina de Investigación de Historia Militar (MGFA) y ha contribuido en la redacción de varios volúmenes de la serie.
Varios de sus libros se han publicado en inglés, incluido The Waffen-SS: Organization, Ideology and Function. Según el historiador Timothy Garton Ash, es «la principal autoridad en las Waffen-SS». Aunque, como el mismo escribe en la introducción del libro, su enfoque en las Waffen-SS «se concentra más en los años anteriores a la guerra» y para la historia de la organización en tiempos de guerra recomienda «especialmente», el trabajo de George Stein The Waffen-SS: Hitler's Elite Guard at War 1939–1945.
Fue el editor de la colección de ensayos de 1998 que apareció en inglés como From Peace to War: Germany, Soviet Russia, and the World, 1939–1941, publicada por Berghahn Books. La revisión de H-Net encuentra que:

En conjunto, los treinta y cinco ensayos logran muy bien cumplir los objetivos de los editores. El lector no sólo obtiene la visión general prometida de la investigación y los debates académicos, gracias al elenco internacional de colaboradores (nueve países diferentes están representados aquí), sino que el libro también aborda muchos estudios internacionales que, debido a su vasto alcance y lenguaje, La diversidad sería imposible de dominar para un solo individuo.

## Obras publicadas

### En inglés
- Wegner, Bernd (1990). The Waffen-SS: Organization, Ideology and Function. New York: Blackwell Publishers. ISBN 978-0-631-14073-3.
- Germany and the Second World War, Vol. VI: The Global War, junto con Horst Boog, Werner Rahn y  Reinhard Stumpf
- Wegner, Bernd, ed. (1997). From Peace to War: Germany, Soviet Russia, and the World, 1939–1941. Berghahn Books. ISBN 1-57181-882-0.

### En alemán
- Hitlers politische Soldaten. Die Waffen-SS 1933–1945: Leitbild, Struktur und Funktion einer nationalsozialistischen Elite. 9. Auflage. Schöningh, Paderborn 2010, ISBN 978-3-506-76313-6 (überarbeitete Dissertation, Universität Hamburg, 1980).
- Das Deutsche Reich und der Zweite Weltkrieg. Hrsg. v. Militärgeschichtlichen Forschungsamt. Bd. 6: Die Ausweitung zum Weltkrieg und der Wechsel der Initiative 1941–1943. Deutsche Verlagsanstalt, Stuttgart 1990, ISBN 3-421-06233-1. (Co-author)
- Das Deutsche Reich und der Zweite Weltkrieg. Bd.8: Die Ostfront 1943/44. Der Krieg im Osten und an den Nebenfronten. Deutsche Verlagsanstalt, Stuttgart 2007, ISBN 978-3-421-06235-2. (coautor)
- Die Waffen-SS. Neue Forschungen, como parte de la serie la Guerra en la Historia, con Verlag Ferdinand Schöningh, 2014, junto con Peter Lieb y Jan Erik Schulte.